# Tư bản lưu động
Trong kinh tế chính trị, tư bản lưu động là các hàng hóa và chi phí vận hành trung gian được sử dụng hết trong quá trình sản xuất các hàng hóa và dịch vụ khác. Cụ thể hơn, tư bản lưu động là một bộ phận của tư bản sản xuất bao gồm một phần tư bản bất biến (nguyên liệu, nhiên liệu, vật liệu phụ…) và tư bản khả biến (sức lao động.) được tiêu dùng hoàn toàn trong một chu kỳ sản xuất và giá trị của nó được chuyển toàn bộ vào sản phẩm trong quá trình sản xuất.

## Tính chất
Các bộ phận khác nhau của tư bản sản xuất không chu chuyển một cách giống nhau do mỗi bộ phận tư bản dịch chuyển giá trị của nó vào sản phẩm theo những cách thức khác nhau và căn cứ vào tính chất chu chuyển khác nhau, có thể chia tư bản sản xuất thành hai bộ phận: tư bản cố định và tư bản lưu động. Việc phân chia tư bản thành tư bản cố định và tư bản lưu động là đặc điểm riêng của tư bản sản xuất và căn cứ của sự phân chia là phương thức chuyển dịch giá trị của chúng vào sản phẩm trong quá trình sản xuất, hay dựa vào phương thức chu chuyển của tư bản.
Tư bản lưu động chu chuyển nhanh hơn tư bản cố định, ngoài ra việc tăng tốc độ chu chuyển của tư bản lưu động có ý nghĩa quan trọng. Do tốc độ chu chuyển của tư bản lưu động tăng lên sẽ làm tăng lượng tư bản lưu động được sử dụng trong năm, do đó tiết kiệm được tư bản ứng trước (T ban đầu) mặt khác, do tăng tốc độ chu chuyển của tư bản lưu động khả biến làm cho tỷ suất giá trị thặng dư trong năm tăng lên.